# Farley Vieira Rosa
Farley, właśc. Farley Vieira Rosa (ur. 14 stycznia 1994 w Santo Antônio do Jacinto, w stanie Minas Gerais, Brazylia) – brazylijski piłkarz, grający na pozycji pomocnika.

## Kariera klubowa
Jest wychowankiem klubów Cruzeiro EC oraz Sporting CP. W lipcu 2013 rozpoczął karierę piłkarską w ukraińskim PFK Sewastopol. Po rozformowaniu klubu w maju 2014 opuścił Krym. Następnie podpisał karierę w Monte Azul, skąd został wypożyczony do greckich klubów Apollon Limassol i AEK Larnaka. Latem 2016 przeszedł do Panetolikos GFS. 13 sierpnia 2018 przeniósł się do Ettifaq FC.